# 오카자키코엔마에역
오카자키코엔마에역(일본어: 岡崎公園前駅→오카자키 공원앞역)은 일본 아이치현 오카자키시에 위치한 나고야 철도 나고야 본선의 철도역이다. 역 번호는 NH 14이며, 상대식 승강장 2면 2선의 구조를 갖춘 고가역이다.

## 타는 곳
| 1 | ■ 나고야 본선 | 하행 | 나고야 · 기후 · 이누야마 · 사야 방면            | 부본선 |
| 2 | ■ 나고야 본선 | 상행 | 히가시오카자키 · 도요하시 · 도요카와이나리 방면 |        |

## 이용 현황
| 연도 | 1일 평균 승차 인원 |
| ---- | ------------------ |
| 2006 | 1,307              |
| 2007 | 1,441              |
| 2008 | 1,514              |
| 2009 | 1,449              |
| 2010 | 1,536              |
| 2011 | 1,627              |
| 2012 | 1,644              |
| 2013 | 1,720              |
| 2014 | 1,780              |
| 2015 | 1,909              |

## 역 주변
- 국도 제1호선 · 국도 제248호선
- 야바기 강
- 오토 강
- 오카자키성

## 인접 역
| 나고야 철도 나고야 본선            | 나고야 철도 나고야 본선 | 나고야 철도 나고야 본선            |
| ---------------------------------- | ----------------------- | ---------------------------------- |
| NH 13 히가시오카자키 도요하시 방면 | ■ 나고야 본선           | 야하기바시 NH 15 메이테쓰기후 방면 |